# Malurus alboscapulatus
Malurus alboscapulatus là một loài chim trong họ Maluridae.